# Gilberga van Comminges
Gilberga van Comminges ook bekend onder de namen Gerberga, Girsenda en Ermesinde (circa 1015 - 1 december 1049) was van 1036 tot aan haar dood de eerste koningin-gemalin van Aragón. Ze behoorde tot het huis Comminges.

## Levensloop
Gilberga was de dochter van graaf Bernard Rogier van Foix en diens echtgenote Garsenda, dochter en erfgename van graaf Garcia Arnold van Bigorre. 
Op 22 augustus 1036 huwde ze met koning Ramiro I van Aragón. Na het huwelijk veranderde ze haar naam in Ermesinde. Het echtpaar was 13 jaar gehuwd, in welke periode haar echtgenoot de facto de heerser werd over een onafhankelijk koninkrijk bestaande uit de vroegere graafschappen Aragón, Sobrarbe en Ribagorza en hierdoor beschouwd werd als de eerste koning van Aragón. Ze kregen volgende kinderen:  
- Sancho I (1042-1094), koning van Aragón en Navarra
- García (overleden in 1086), bisschop van Jaca
- Teresa (1037-?), huwde met graaf Bertrand I van Provence
- Sancha (1045-1097), huwde in 1063 met graaf Ermengol III van Urgell
- Urraca (overleden in 1077), werd zuster

Ermesinde stierf in december 1049, waarna ze werd bijgezet in het klooster van San Juan de la Peña.